# Pentagram (1990.)
Pentagram (eng. The First Power) je američki znanstvenofantastični horor-triler iz 1990. godine, kojeg je režirao Robert Resnikoff. Glavne uloge u filmu tumače: Lou Diamond Phillips, Tracy Griffith, Jeff Kober i Mykelti Williamson.

## Radnja
Sadistički serijski ubojica Patrick Channing (kojeg glumi Jeff Kober), poznatiji kao Pentagram ubojica, se nalazi na slobodi u Los Angeles, u kojem ubija nevine ljude. Naime, Patrick ubija jer želi prinositi žrtve Sotoni. Ono po čemu se njegova ubojstva mogu razlikovati od drugih, jeste po pentagramu urezanom u tijelu žrtava (urezivanje se odvija dok su žrtve žive).
Detektiv Russell Logan (kojeg tumači Lou Diamond Phillips) je odlučan u dovođenju Pentagram ubojice pred lice pravde. Nadalje, sam detektiv Logan prima anonimni telefonski poziv od vidovnjakinje Tess Seaton (koju tumači Tracy Griffith), koja "osjeća" gdje će, prethodno spomenuti, ubojica ponovno napasti. Povjerovavši joj, Logan odlazi u zasjedu, koja rezultira otkrivanjem Channingovog skloništa a što naposljetku dovodi do njegovog uhićenja, tijekom kojeg sam Logan zadobiva ubodnu ranu u prsa.
Nadalje, detektiv Logan se uspjeva oporaviti od zadobivene ubodne rane, dok Channinga sud osuđuje na smrtnu kaznu, što naposljetku dovodi do njegovog pogubljenja u plinskoj komori. Ipak, jer je Channing štovatelj Sotone, sam Sotona Channingu daruje Prvu Moć, tj. moć uskrsnuća. Nakon povratka iz mrtvih, Channingove sposobnosti su uvelike uvećane. Naime,  Pentagram ubojica se može manifestirati i nestati gdje god i kad god on to poželi, uz što još posjeduje i sposobnost opsjedanja drugih. Naposljetku, na njegovoj listi prioriteta, na najvišoj poziciji se nalazi osveta prema Russellu Loganu.

## Glavne uloge
- Lou Diamond Phillips kao Russell Logan
- Tracy Griffith kao Tess Seaton
- Mykelti Williamson kao detektiv Oliver Franklin
- Jeff Kober kao Patrick Channing
- Elizabeth Arlen kao sestra Marguerite
- Carmen Argenziano kao poručnik Grimes

## Vanjske poveznice
- Pentagram u internetskoj bazi filmova IMDb-a
- Pentagram  Arhivirana inačica izvorne stranice od 19. ožujka 2021. (Wayback Machine) na All Movie Guide-u